# Iekaterina Kosianenko
Pour les articles homonymes, voir Pankova.
Iekaterina Vadimovna Kosianenko (en russe : Екатерина Вадимовна Косьяненко) (née Pankova le 2 février 1990 à Sverdlovsk) est une joueuse de volley-ball russe. Elle mesure 1,78 m et joue au poste de passeuse. Elle totalise 38 sélections en équipe de Russie.

## Biographie
Elle est la fille de Vadim Pankov actuel entraineur de Zaretchie Odintsovo.
Sa mère est ancienne joueuse russe de volley-ball Marina Pankova (Nikoulina), championne olympique en 1988. Son frère Pavel Pankov est également joueur de volley-ball.

## Clubs
| Club                | De        | À         |
| ------------------- | --------- | --------- |
| SDUSHOR-21          | 1996-1997 | 2007-2008 |
| Zaretchie Odintsovo | 2007-2008 | 2013-2014 |
| Dinamo Moscou       | 2014-2015 | 2016-2017 |
| Zaretchie Odintsovo | 2017-2018 | …         |

## Palmarès

### Équipe nationale
- Grand Prix mondial
  - Finaliste : 2015.
- Championnat d'Europe
  - Vainqueur : 2013, 2015.
- Championnat d'Europe des moins de 20 ans
  - Finaliste : 2008.

### Clubs
- Championnat de Russie
  - Vainqueur : 2008, 2010, 2016, 2017.
  - Finaliste : 2015.
- Coupe de Russie
  - Vainqueur : 2007.
  - Finaliste : 2016.
- Challenge Cup
  - Vainqueur : 2014.
- Supercoupe de Russie
  - Vainqueur : 2017.

### Distinctions individuelles
- Championnat d'Europe de volley-ball féminin 2013: Meilleure passeuse.